# 跳ね橋

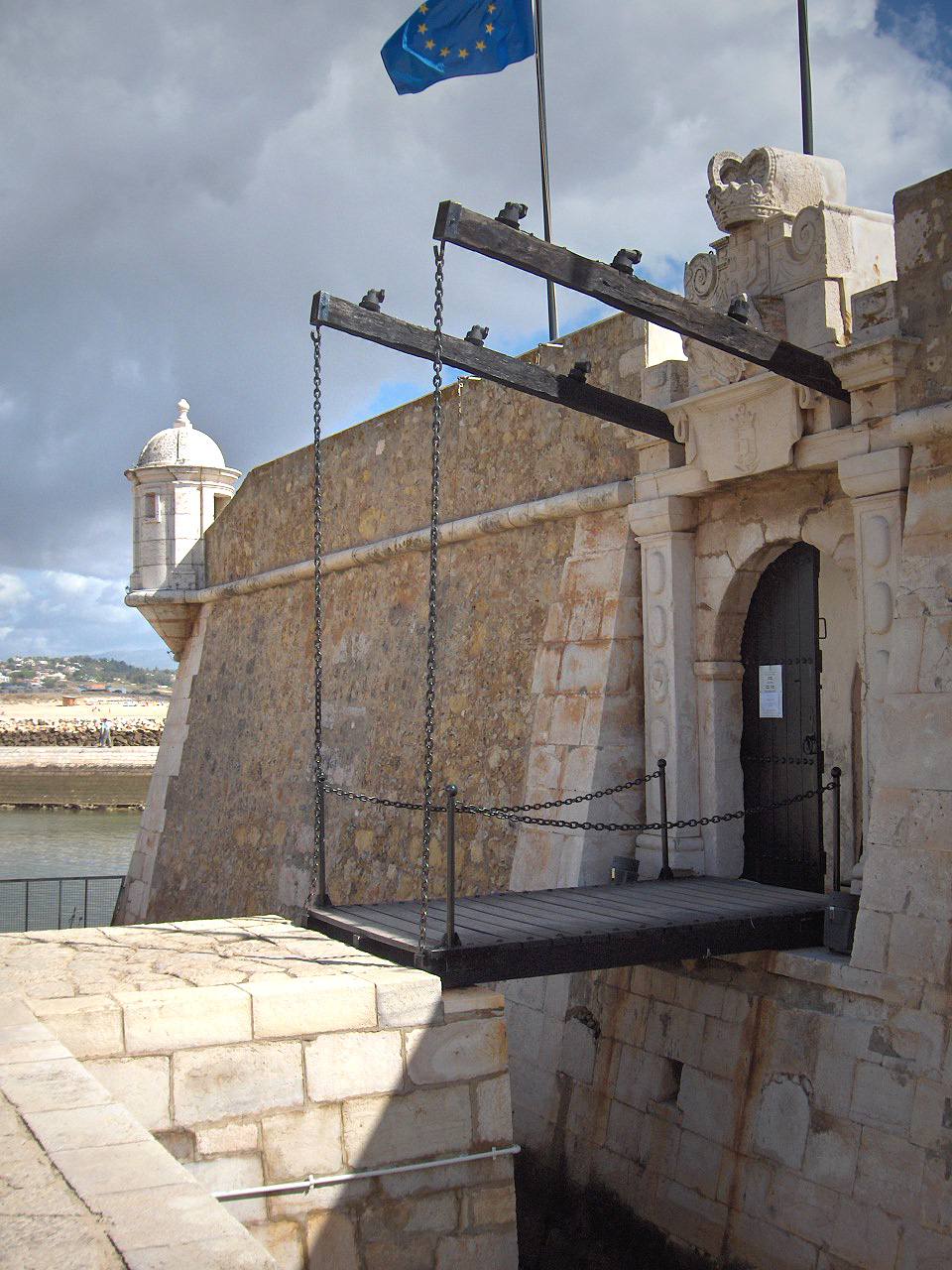
ポルトガルのポンタ・ダ・バンデリア城に見られる跳ね橋。

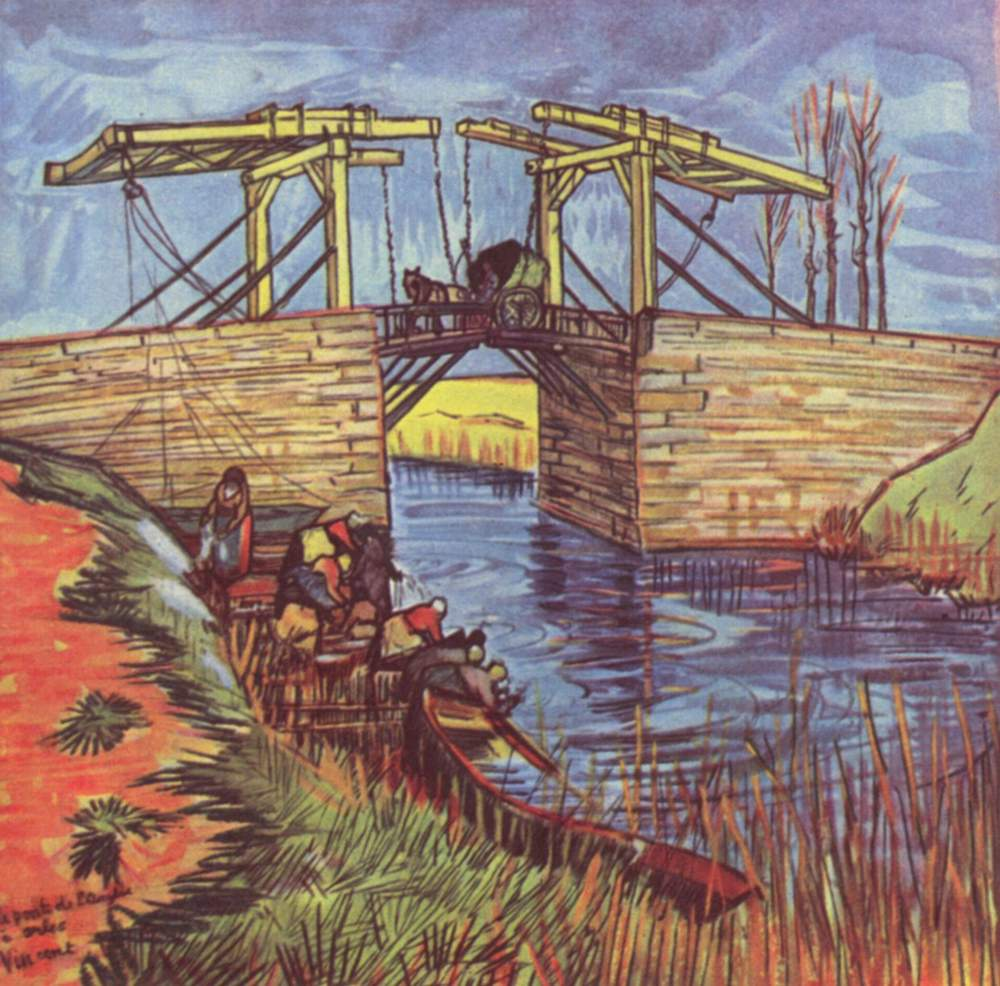
アルルの跳ね橋。ゴッホ画。

稼働概念。

跳ね橋（はねばし）とは城門によく見られるような可動橋。撥ね橋。跳開橋。桔橋。刎橋。
城門の跳ね橋はその最も典型的な利用例であろう。城門防備、城内の治安維持のため、橋を上げ下ろしすることで通行を制限することが出来た。最も多く見られる跳ね橋は蝶番を備えた木製の橋桁を、城壁面に取り付けられたロープや鎖で反対側へと跳ね上げるタイプのものである。
単純な構造の跳ね橋は川幅の狭い運河でよく見られた。その構造は橋脚脇を回転軸として釣り合い重りを利用して、橋桁をハの字に跳ね上げるものである。中世には堀や水路を横切っての通行に統制を加える目的で利用された。運河に設けられた跳ね橋の場合は、通行を許可する場合に下ろされるし、許可しない場合、橋は跳ね上げられた。城門の場合も同じで跳ね橋を上げて入城を拒むことが出来た。
日本においては、江戸城本丸の北桔橋・西桔橋などの例があったが、いずれもその後固定橋に改修されている。
現代では規模の小さな水路で船舶の通行を妨げることなく、自動車や列車が水路上を横断することができるような利用のされかたをしている。
鉄道どうしの交差でも、跳ね橋の構造が使われる場合がある（例）。幹線側のレールの上に優先順位が劣る側のレールを跳ね橋構造でかぶせるという様式で、幹線鉄道側のレールには継ぎ目がなくなり、そのため強度の低下が避けられ破損の恐れが少なくなるために速度制限をしなくて済むようになる。
また、宅地の周辺に堀をめぐらし、その堀に簡便な跳ね橋を架けることで、犯罪・火事対策としたケースもある。中山道の蕨宿などに例が見られる。